# Bisaltes ptericoptoides
Bisaltes ptericoptoides là một loài bọ cánh cứng trong họ Cerambycidae.